# Wyżnia Dzika Przełęcz
Wyżnia Dzika Przełęcz (słow. Zadné Divé sedlo) – przełęcz znajdująca się w masywie Dzikiej Turni, w głównej grani Tatr w słowackich Tatrach Wysokich. Wyżnia Dzika Przełęcz znajduje się bezpośrednio poniżej bloku szczytowego Dzikiej Turni i oddziela ją od znajdującej się nieco na północ Dzikiej Czuby. Na siodło Wyżniej Dzikiej Przełęczy nie prowadzą żadne znakowane szlaki turystyczne, taternikom umożliwia ona dogodne zejście z północnej grani Dzikiej Turni do Kotła pod Polskim Grzebieniem lub do Doliny Staroleśnej.
Wyżnia Dzika Przełęcz zwana była dawniej Południową Dziką Przełęczą. Pierwsze wejścia turystyczne na jej siodło miały miejsce podczas pierwszych przejść północnej grani Dzikiej Turni. Pierwszy drogą tą wszedł István Laufer 20 sierpnia 1908 r. Brak danych o pierwszym zimowym wejściu na Wyżnią Dziką Przełęcz.